# Leaving Everything Behind
Leaving Everything Behind ist ein Jazzalbum von Yelena Eckemoff. Die am 1. und 2. September 2015 in New York City entstandenen Aufnahmen erschienen am 13. Mai 2016 auf dem Label L & H.

## Hintergrund
Die Pianistin/Komponistin Yelena Eckemoff hat mit jedem neuen Album mit einer wechselnden Gruppe von Musikern ein neues Thema erkundet, notierte Mark Sullivan. Das zentrale Ereignis hinter dem Albumtitel Leaving Everything Behind war ihre Abreise aus der Sowjetunion im Jahr 1991. Sie und ihr Mann kamen in die Vereinigten Staaten, um dort ein neues Leben zu beginnen, nachdem sie ihre Kinder zurückgelassen hatten, die auf unbestimmte Zeit bei Eckemoffs Eltern blieben, bis sich das Paar beruflich etablieren konnte. Um dieses Thema musikalisch zu untersuchen, griff die Pianistin auf älteres Material zurück, von dem einige Kompositionen bis in die 1980er-Jahre zurückreichen, andere erst 2008 komponiert wurden. Eckemoff nahm das Album mit Ben Street (Bass), Billy Hart (Schlagzeug) und dem Geiger Mark Feldman auf.
Tatsächlich war diese Band der Grund für die Erstellung dieser Arrangements, da Eckemoff ihre alten Stücke in Trio-, Quartett- oder Quintettversionen verarbeitet hatte, so Sullivan weiter. Für diese Sessions wurde das Improvisationselement durch das Hinzufügen strukturierter Improvisationen und in einigen Fällen (z. B. „Coffee & Thunderstorm“, „Spots of Light“, „Love Train“ und „Hope Lives Eternal“) durch das Einfügen freier Improvisationen weiterentwickelt. Eckemoff beschreibt ihren Ansatz so: „Traditionell geht es beim Jazz um ausgiebiges Improvisieren über etwas, das vielleicht auch nur eine einfache Melodie ist... Ich liefere einen umfassenden, sorgfältig durchdachten musikalischen Rahmen... gleichzeitig lasse ich viel Platz in der Melodie, als Rahmen für die kreative Interpretation durch jedes einzelne Bandmitglied. Diese Band umfasst sowohl den kompositorischen Rahmen als auch die improvisatorischen Elemente und erzeugt so ein nahtloses, emotionales Ergebnis.“

## Titelliste
- Yelena Eckemoff Quartet: Leaving Everything Behind (L & H 806151-23)[2]

1. Prologue 3:03
2. Rising from Within 5:04
3. Mushroom Rain 6:57
4. Coffee and Thunderstorm 8:42
5. Spots of Light 7:42
6. Love Train 8:21
7. Leaving Everything Behind 8:33
8. Hope Lives Eternal 7:40
9. Tears of Tenderness 7:20
10. Ocean of Pines 8:07
11. A Date in Paradise 8:23

Die Kompositionen stammen von Yelena Eckemoff.

## Rezeption

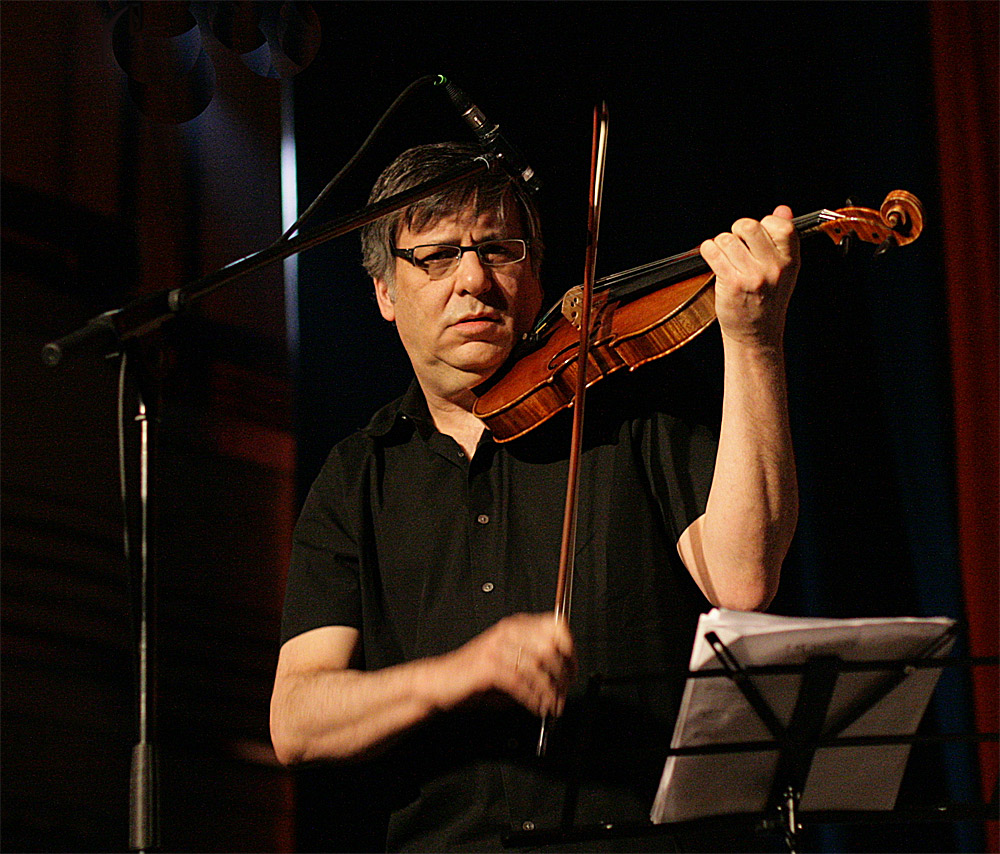
Mark Feldman (2007)

Nach Ansicht von Mark Sullivan, der das Album in All About Jazz rezensierte, hatten ihre Jazz-Aufnahmen schon immer ein starkes durchkomponiertes Element, was ihnen ein klassisch anmutendes Kammermusik-Fundament innerhalb eines improvisierten Jazz-Settings verlieh. Die Stücke zeigten einen kreativen roten Faden, der Eckemoffs Musik seit vielen Jahren präge.
Auf Leaving Everything Behind interpretiere sie eigene ältere Titel, an ihrer Seite der sensible Schlagzeuger Billy Hart und der zupackende Bassist Ben Street, aber die wagemutigste Entscheidung sei es wohl gewesen, die Band mit dem Geiger Mark Feldman aufzufüllen, dessen Ton zwischen Wiener Kaffeehaus, Gypsy-Soul und Neuer-Musik-Sachlichkeit changiere und der der Musik oftmals einen ganz eigenen Dreh gebe, schrieb Rolf Thomas in Jazz thing. Eckemoff selbst sei eine Pianistin, die auf impressionistische Einsprengsel setze („Spots of Light“), aber auch griffige Stücke wie „Love Train“ (das mit dem The O’Jays-Hit nichts zu tun hat) mit raumgreifenden Akkorden gestalten kann.
Eckemoffs Melodien sind recht anspruchsvoll; sowohl impressionistisch als auch komplex, schrieb Dave Wayne in All About Jazz, und Street und Hart würden ein ungewöhnlich sensibles und bewusstes Rhythmus-Tandem bilden. Eckemoffs Melodien seien recht anspruchsvoll; sowohl impressionistisch als auch komplex. Ihre Begleiter träfen jedoch jedes Mal die richtigen Entscheidungen. Obwohl es dem Album per se völlig an Balladen mangele, hätten sowohl „Ocean of Pines“ als auch „Spots of Light“ ein träges Gefühl mit Abschnitten, die an der Grenze zum Rubato schwanken, ohne jemals völlig aus dem Takt zu geraten. Hier würden Hart und Street wirklich glänzen. Sie lösten diese musikalischen Rätsel mit Anmut und Souveränität, ohne zu übertreiben und ohne zuzulassen, dass die Musik in sich selbst steckenbleibe.